# Hidden Valley (Indiana)
Hidden Valley est une census-designated place située dans le comté de Dearborn, dans l’État de l'Indiana, aux États-Unis. Lors du recensement de 2020, elle compte 5 529 habitants.